# Felix Rosenqvist
Felix Rosenqvist (Värnamo, 7º novembre 1991) è un pilota automobilistico svedese.

## Carriera

### Kart
Nato a Värnamo, Rosenqvist inizia la sua carriera sui kart nel 2003 dove corre fino al 2006.

### Formule minori
Debutta nelle monoposto nel 2007 nella Formula Renault 2.0 Asia dove si classifica quarto in classifica generale. Nella stagione successiva riesce a vincere il campionato conquistando dieci vittorie.
Nella stagione 2009 vince il campionato Formula Renault 2.0 Svezia e il campionato Formula Renault 2.0 Nord Europa. Nel 2010 prende parte alla F3 tedesca, con il team Performance Racing. Finisce quinto in campionato con due vittorie. La stagione successiva debutta in Formula 3 Euro Series con il team Mücke Motorsport, ottenendo una vittoria e il quinto posto in campionato. Nella stessa stagione riesce a vincere il Master di Formula 3. Nella stagione 2012 prosegue nella categoria F3 Euro Series e debutta nella F3 europea con lo stesso team. Ottiene il terzo posto in classifica generale, conquistando quattro vittorie, mentre riesce a piazzarsi secondo nel Gran Premio di Macao.
Nella stagione successiva viene confermato dallo stesso team e si classifica secondo in campionato, riuscendo nuovamente a vincere il Masters di Formula 3.
Nel 2014 affronta la sua quarta stagione con il team Mücke, riuscendo a conquistare la vittoria nel Gran Premio di Macao e l'ottavo posto in F3 europea. Nel 2015 passa al team Prema e nella sua quarta stagione nella categoria riesce a vincerla, ripetendo anche il successo a Macao. Nella stagione 2016 partecipa nuovamente al Gran Premio di Macao arrivando secondo.

### DTM e altre corse in GT
Nella stessa stagione 2016 debutta nel DTM con la Mercedes, partecipando a 8 gare ed ottenendo 5 punti.
Nel 2022 prenderà parte alla 12 Ore del Golfo sul Circuito di Yas Marina alla guida della McLaren 570S GT4 del team United Autosports. Rosenqvist dividerà la vettura con Richard Dean, Zak Brown e Patricio O'Ward, quest'ultimo già suo compagno di squadra in IndyCar.

### Super Formula
Nella stagione 2017 partecipa alla Super Formula con il Team Le Mans. Dopo le prime due gare fuori dai punti raggiunge il quarto posto nella seconda gara a Okayama, poi arriva il suo primo podio al Fuji. Torna a podio con un terzo posto nella gara di Motegi e raggiunge il secondo posto dietro a Pierre Gasly a Autopolis. Conqlude la sua stagione in giappone con il terzo posto in classifica.

### Formula E
Nella stagione 2016-2017 debutta in Formula E per il team Mahindra. Ottiene subito dei buoni risultati mostrandosi a suo agio nei circuiti cittadini. Conclude la stagione al terzo posto in campionato, con una vittoria e cinque podi all'attivo.
Nella stagione successiva viene confermato dal team Mahindra. Conquista la sua seconda vittoria nella categoria nella gara 2 dell'E-Prix di Hong Kong 2017. Dopo un inizio di stagione promettente in cui conquista anche un'altra vittoria, i suoi risultati peggiorano nell'arco della stagione e termina sesto in classifica generale.
Nel campionato 2018-2019 disputa la prima gara in sostituzione del pilota ufficiale Pascal Wehrlein, ancora sotto contratto con la Mercedes nell'anno 2018.

### IndyCar Series
Nella stagione 2019 debutta in IndyCar Series con il team Chip Ganassi Racing e vince il titolo di Rookie of the Year dopo essere arrivato sesto nella classifica generale conquistando anche due podi. Nel 2020 viene confermato dal team, vince la sua prima gara a Road America, ma peggiora il suo risultato finale, finendo 11º in classifica generale. 
Il 13 ottobre 2020 è stato annunciato che Rosenqvist avrebbe lasciato il team e si sarebbe unito al team Arrow McLaren SP nella stagione 2021, sostituendo Oliver Askew. Le prime gare sono deludenti, il 12 giugno sul Circuito di Detroit subisce un brutto incidente, la sua McLaren va a sbattere duramente contro il muro, non riporta ferite gravi ma è costretto a saltare le gare successive, dove viene sostituito da Kevin Magnussen. Ritorna alle corse nella gara a Mid-Ohio. Nel resto della stagione chiude altre due volte in top dieci e chiude ventunesimo in classifica. La stagione 2022 è più positiva della precedente, conquista a Toronto un terzo posto dietro a Scott Dixon e Colton Herta e chiude ottavo in classifica.
Rosenqvist nel giugno del 2022 viene confermato dal team Arrow McLaren SP anche per la stagione 2023.
Dopo un discreta stagione, il pilota svedese viene confermato dal team Meyer Shank Racing anche per la stagione 2025.

## Risultati

### Riassunto della carriera
| Stagione | Categoria                          | Squadra                    | Gare | Vittorie | Pole | GPV | Podi | Punti | Pos   |
| -------- | ---------------------------------- | -------------------------- | ---- | -------- | ---- | --- | ---- | ----- | ----- |
| 2007     | Formula Renault Asia               | March3 Racing              | 14   | 1        | 1    | 1   | 6    | 193   | 4º    |
| 2007     | Formula Renault 2.0 NEC            | Trakstar Racing            | 2    | 0        | 0    | 0   | 0    | 0     | N.C.  |
| 2008     | Formula Renault 2.0 Asia           | March3 Racing              | 13   | 10       | 8    | 5   | 12   | 215   | 1º    |
| 2008     | Formula Renault 2.0 Asia           | March3 Racing              | 2    | 2        | 0    | 1   | 2    | 60    | 8º    |
| 2008     | Formula Renault 2.0 Italia         | Prema Powerteam            | 2    | 0        | 0    | 0   | 0    | 0     | N.C.  |
| 2009     | Formula Renault 2.0 Svezia         | BS Motorsport              | 14   | 6        | 6    | 3   | 13   | 115   | 1º    |
| 2009     | Formula Renault 2.0 Nord Europa    | BS Motorsport              | 10   | 3        | 2    | 1   | 9    | 193   | 1º    |
| 2009     | Formula Palmer Audi                | PalmerSport                | 3    | 2        | 0    | 2   | 2    | 48    | 21º   |
| 2010     | F3 tedesca                         | Performance Racing         | 18   | 2        | 1    | 0   | 8    | 83    | 5º    |
| 2011     | F3 Euro Series                     | Mücke Motorsport           | 27   | 1        | 0    | 5   | 10   | 219   | 5º    |
| 2011     | Masters di Formula 3               | Mücke Motorsport           | 1    | 1        | 0    | 1   | 1    | N.A.  | 1º    |
| 2011     | Gran Premio di Macao               | Mücke Motorsport           | 1    | 0        | 0    | 0   | 0    | N.A.  | DNF   |
| 2012     | F3 Euro Series                     | Mücke Motorsport           | 24   | 4        | 3    | 3   | 9    | 212,5 | 4º    |
| 2012     | F3 europea                         | Mücke Motorsport           | 20   | 4        | 3    | 3   | 7    | 192   | 3º    |
| 2012     | Masters di Formula 3               | Mücke Motorsport           | 1    | 0        | 0    | 0   | 0    | N/A   | 9º    |
| 2012     | Gran Premio di Macao               | Mücke Motorsport           | 1    | 0        | 0    | 0   | 1    | N.A.  | 2º    |
| 2013     | F3 europea                         | Mücke Motorsport           | 30   | 10       | 4    | 10  | 18   | 457   | 2º    |
| 2013     | Masters di Formula 3               | Mücke Motorsport           | 1    | 1        | 1    | 1   | 1    | N.A.  | 1º    |
| 2013     | Gran Premio di Macao               | Mücke Motorsport           | 1    | 0        | 0    | 0   | 0    | N.A.  | DNF   |
| 2014     | F3 europea                         | Mücke Motorsport           | 33   | 1        | 1    | 3   | 2    | 198   | 8º    |
| 2014     | Gran Premio di Macao               | Mücke Motorsport           | 1    | 1        | 1    | 0   | 1    | N/A   | 1º    |
| 2014     | Formula Acceleration 1             | Acceleration Team Sweden   | 4    | 2        | 1    | 2   | 3    | 73    | 5º    |
| 2015     | F3 europea                         | Prema Powerteam            | 33   | 13       | 16   | 13  | 24   | 518   | 1º    |
| 2015     | Gran Premio di Macao               | Prema Powerteam            | 1    | 1        | 1    | 1   | 1    | N.A.  | 1º    |
| 2016     | Indy Lights                        | Belardi Auto Racing        | 10   | 3        | 3    | 3   | 3    | 185   | 12º   |
| 2016     | Blancpain GT Series                | AKKA ASP                   | 10   | 1        | 1    | 1   | 3    | 51    | 7º    |
| 2016     | Blancpain GT Series                | AKKA ASP                   | 1    | 0        | 0    | 0   | 1    | 18    | 23º   |
| 2016     | Intercontinental GT Challenge      | AKKA ASP                   | 1    | 1        | 0    | 0   | 1    | 25    | 7º    |
| 2016     | DTM                                | Mercedes-Benz DTM Team ART | 8    | 0        | 0    | 0   | 0    | 5     | 25º   |
| 2016     | ADAC GT Masters                    | Zakspeed                   | 2    | 0        | 0    | 0   | 0    | 13    | 37º   |
| 2016     | WeatherTech SportsCar Championship | Starworks Motorsport       | 1    | 0        | 0    | 0   | 0    | 1     | 31º   |
| 2016     | Gran Premio di Macao               | Prema Powerteam            | 1    | 0        | 0    | 1   | 1    | N.A.  | 2º    |
| 2016–17  | Formula E                          | Mahindra Racing            | 12   | 1        | 3    | 2   | 5    | 127   | 3º    |
| 2017     | Super Formula                      | Team LeMans                | 7    | 0        | 0    | 2   | 3    | 28,5  | 3º    |
| 2017     | Porsche Carrera Cup Scandinavia    | Mtech Competition          | 4    | 3        | 4    | 3   | 3    | 0     | N.C.† |
| 2017     | 24 Ore di Le Mans 2017             | DragonSpeed                | 1    | 0        | 0    | 0   | 0    | N.A.  | 12º   |
| 2017–18  | Formula E                          | Mahindra Racing            | 12   | 2        | 3    | 1   | 2    | 96    | 6º    |
| 2018–19  | Formula E                          | Mahindra Racing            | 1    | 0        | 0    | 0   | 0    | 0     | 25º   |
| 2019     | IndyCar Series                     | Chip Ganassi Racing        | 17   | 0        | 1    | 0   | 2    | 425   | 6º    |
| 2020     | IndyCar Series                     | Chip Ganassi Racing        | 14   | 1        | 0    | 2   | 1    | 306   | 11º   |
| 2021     | IndyCar Series                     | Arrow McLaren SP           | 14   | 0        | 0    | 0   | 0    | 205   | 21º   |
| 2021     | Porsche Carrera Cup Scandinavia    | Porsche Experience Racing  | 2    | 0        | 1    | 0   | 2    | 38    | 14º   |
| 2022     | IndyCar Series                     | Arrow McLaren SP           | 17   | 0        | 1    | 0   | 1    | 393   | 8°    |

† In quanto pilota ospite, non ha avuto diritto a prendere punti.
* Stagione in corso

### Formula 3 Euro Series
(legenda) (Le gare in grassetto indicano la pole) (Le gare in corsivo indicano il giro veloce)
| Anno | Squadra          | Motore   | 1   | 2   | 3   | 4   | 5   | 6   | 7   | 8   | 9   | 10  | 11  | 12  | 13  | 14  | 15  | 16  | 17  | 18  | 19  | 20  | 21  | 22  | 23  | 24  | 25  | 26  | 27  | Punti | Pos. |
| ---- | ---------------- | -------- | --- | --- | --- | --- | --- | --- | --- | --- | --- | --- | --- | --- | --- | --- | --- | --- | --- | --- | --- | --- | --- | --- | --- | --- | --- | --- | --- | ----- | ---- |
| 2011 | Mücke Motorsport | Mercedes | LEC | LEC | LEC | HOC | HOC | HOC | ZAN | ZAN | ZAN | RBR | RBR | RBR | NOR | NOR | NOR | NÜR | NÜR | NÜR | SIL | SIL | SIL | VAL | VAL | VAL | HOC | HOC | HOC | 219   | 5º   |
| 2011 | Mücke Motorsport | Mercedes | 2   | 4   | Rit | 5   | 5   | 3   | 2   | 3   | 2   | Rit | 10  | Rit | SQ  | 5   | 5   | 3   | 2   | 4   | 4   | 7   | Rit | 2   | 6   | 4   | 2   | 1   | Rit | 219   | 5º   |
| 2012 | Mücke Motorsport | Mercedes | HOC | HOC | HOC | BRH | BRH | BRH | RBR | RBR | RBR | NOR | NOR | NOR | NÜR | NÜR | NÜR | ZAN | ZAN | ZAN | VAL | VAL | VAL | HOC | HOC | HOC |     |     |     | 212.5 | 4º   |
| 2012 | Mücke Motorsport | Mercedes | 3   | 3   | 3   | 7   | 5   | Rit | 9   | Rit | 11  | 6   | 4   | 14  | 4   | 3   | Rit | 1   | 6   | 4   | 13  | 8   | 1   | 1   | 9   | 1   |     |     |     | 212.5 | 4º   |

### Formula 3 europea
(legenda) (Le gare in grassetto indicano la pole position) (Gare in corsivo indicano Gpv)
| Anno | Telaio           | Motore   | 1   | 2   | 3   | 4   | 5   | 6   | 7   | 8   | 9   | 10  | 11  | 12  | 13  | 14  | 15  | 16  | 17  | 18  | 19  | 20  | 21  | 22  | 23  | 24  | 25  | 26  | 27  | 28  | 29  | 30  | 31  | 32  | 33  | Punti | Pos. |
| ---- | ---------------- | -------- | --- | --- | --- | --- | --- | --- | --- | --- | --- | --- | --- | --- | --- | --- | --- | --- | --- | --- | --- | --- | --- | --- | --- | --- | --- | --- | --- | --- | --- | --- | --- | --- | --- | ----- | ---- |
| 2012 | Mücke Motorsport | Mercedes | HOC | HOC | PAU | PAU | BRH | BRH | RBR | RBR | NOR | NOR | SPA | SPA | NÜR | NÜR | ZAN | ZAN | VAL | VAL | HOC | HOC |     |     |     |     |     |     |     |     |     |     |     |     |     | 192   | 3º   |
| 2012 | Mücke Motorsport | Mercedes | 3   | 3   | 4   | 6   | 7   | Rit | 9   | 11  | 6   | 14  | 9   | Rit | 4   | Rit | 1   | 4   | 13  | 1   | 1   | 1   |     |     |     |     |     |     |     |     |     |     |     |     |     | 192   | 3º   |
| 2013 | Mücke Motorsport | Mercedes | MNZ | MNZ | MNZ | SIL | SIL | SIL | HOC | HOC | HOC | BRH | BRH | BRH | RBR | RBR | RBR | NOR | NOR | NOR | NÜR | NÜR | NÜR | ZAN | ZAN | ZAN | VAL | VAL | VAL | HOC | HOC | HOC |     |     |     | 457   | 2º   |
| 2013 | Mücke Motorsport | Mercedes | Rit | 4   | 11  | 3   | 1   | 2   | 8   | 10  | 1   | 4   | 5   | 3   | 1   | 1   | 1   | 2   | 2   | 1   | 3   | 9   | 5   | 2   | 1   | 1   | 10  | 9   | 6   | 1   | 1   | 2   |     |     |     | 457   | 2º   |
| 2014 | Mücke Motorsport | Mercedes | SIL | SIL | SIL | HOC | HOC | HOC | PAU | PAU | PAU | HUN | HUN | HUN | SPA | SPA | SPA | NOR | NOR | NOR | MOS | MOS | MOS | RBR | RBR | RBR | NÜR | NÜR | NÜR | IMO | IMO | IMO | HOC | HOC | HOC | 198   | 8º   |
| 2014 | Mücke Motorsport | Mercedes | 9   | 14  | 7   | 5   | 7   | Rit | 14  | Rit | 1   | 3   | 4   | 17  | 7   | 4   | 9   | 6   | 6   | 11  | 8   | 7   | 5   | 4   | Rit | Rit | 8   | 7   | Rit | 4   | 9   | Rit | 5   | 6   | 4   | 198   | 8º   |
| 2015 | Prema Powerteam  | Mercedes | SIL | SIL | SIL | HOC | HOC | HOC | PAU | PAU | PAU | MNZ | MNZ | MNZ | SPA | SPA | SPA | NOR | NOR | NOR | ZAN | ZAN | ZAN | RBR | RBR | RBR | ALG | ALG | ALG | NÜR | NÜR | NÜR | HOC | HOC | HOC | 518   | 1º   |
| 2015 | Prema Powerteam  | Mercedes | 1   | 7   | 12  | 2   | 1   | 2   | 14  | 5   | 6   | 1   | 1   | 1   | 2   | Rit | 5   | 3   | 17  | 13  | 2   | 1   | 3   | 2   | 1   | 2   | 3   | 1   | 1   | 1   | 1   | 1   | 3   | 3   | 1   | 518   | 1º   |

### Corse a ruote scoperte americane

#### Indy Lights
| Anno | Team                | 1     | 2     | 3      | 4      | 5     | 6     | 7     | 8      | 9   | 10  | 11  | 12    | 13    | 14  | 15  | 16  | 17  | 18  | Punti | Pos. |
| ---- | ------------------- | ----- | ----- | ------ | ------ | ----- | ----- | ----- | ------ | --- | --- | --- | ----- | ----- | --- | --- | --- | --- | --- | ----- | ---- |
| 2016 | Belardi Auto Racing | STP 7 | STP 1 | PHX 15 | ALA 14 | ALA 8 | IMS 4 | IMS 6 | INDY 9 | RDA | RDA | IOW | TOR 1 | TOR 1 | MDO | MDO | WGL | LAG | LAG | 185   | 12º  |

#### IndyCar Series
| Anno    | Squadra             | Telaio       | Motore    | 1      | 2      | 3      | 4      | 5       | 6       | 7       | 8      | 9      | 10     | 11     | 12     | 13     | 14     | 15     | 16     | 17     | Punti | Pos. |
| ------- | ------------------- | ------------ | --------- | ------ | ------ | ------ | ------ | ------- | ------- | ------- | ------ | ------ | ------ | ------ | ------ | ------ | ------ | ------ | ------ | ------ | ----- | ---- |
| 2019    | Chip Ganassi Racing | Dallara DW12 | Honda     | STP 4  | COA 23 | ALA 10 | LBH 10 | IMS 8   | INDY 28 | DET 4   | DET 16 | TXS 12 | RDA 6  | TOR 5  | IOW 14 | MDO 2  | POC 22 | GTW 11 | POR 2  | LAG 5  | 425   | 6º   |
| 2020    | Chip Ganassi Racing | Dallara DW12 | Honda     | TXS 20 | IMS 15 | ROA 18 | ROA 1  | IOW 14  | IOW 15  | INDY 12 | GTW 8  | GTW 7  | MDO 6  | MDO 22 | IMS 5  | IMS 11 | STP 18 |        |        |        | 306   | 11º  |
| 2021    | Arrow McLaren SP    | Dallara DW12 | Chevrolet | ALA 21 | STP 12 | TXS 13 | TXS 16 | IMS 17  | INDY 27 | DET 25  | DET    | ROA    | MDO 23 | NSH 8  | IMS 13 | GTW 16 | POR 6  | LAG 19 | LBH 13 |        | 205   | 21º  |
| 2022    | Arrow McLaren SP    | Dallara DW12 | Chevrolet | STP 17 | TXS 21 | LBH 11 | ALA 16 | IMS 6   | INDY 4  | DET 10  | ROA 6  | MDO 27 | TOR 3  | IOW 26 | IOW 7  | IMS 9  | NSH 7  | MAD 16 | POR 10 | LAG 4  | 393   | 8°   |
| 2023    | Arrow McLaren SP    | Dallara DW12 | Chevrolet | STP 19 | TXS 26 | LBH 7  | ALA 9  | IMS 5   | INDY 27 | DET 3   | ROA 20 | MDO 25 | TOR 10 | IOW 13 | IOW 4  | NSH 22 | IMS 27 | MAD 8  | POR 2  | LAG 19 | 324   | 12°  |
| 2024    | Meyer Shank Racing  | Dallara DW12 | Honda     | STP 5  | LBH 9  | ALA 4  | IMS 10 | INDY 27 | DET 8   | ROA 14  | LAG 11 | MDO 14 | IOW 13 | IOW 26 | TOR 23 | GAT 6  | POR 14 | MIL 13 | MIL 11 | NSH 27 | 306   | 12°  |
| 2025    | Meyer Shank Racing  | Dallara DW12 | Honda     | STP 7  | THE 5  | LBH 4  | ALA 13 | IMS 10  | INDY 5  | DET     | GAT    | ROA    | MDO    | IOW    | IOW    | TOR    | LAG    | POR    | MIL    | NSH    | 163*  |      |
| Legenda |                     |              |           |        |        |        |        |         |         |         |        |        |        |        |        |        |        |        |        |        |       |      |

#### 500 Miglia di Indianapolis
| Anno   | N° auto | Partito | Media qualifica (mph) | Finito | Giri | Giri in testa | Causa ritiro |
| ------ | ------- | ------- | --------------------- | ------ | ---- | ------------- | ------------ |
| 2019   | 10      | 29º     | 227,297               | 28º    | 176  | 6             | Contatto     |
| 2020   | 10      | 14º     | 230,254               | 12º    | 200  | 8             | /            |
| 2021   | 7       | 14º     | 230,744               | 27º    | 199  | 14            | /            |
| 2022   | 7       | 8º      | 232,182               | 4º     | 200  | 0             | /            |
| 2023   | 6       | 3º      | 234,114               | 27º    | 183  | 33            | Incidente    |
| Totale | Totale  | Totale  | Totale                | Totale | 958  | 61            |              |

### Blancpain Sprint Series
| Anno | Squadra  | Classe | Vettura          | MIS | MIS | BRH | BRH | NÜR | NÜR | HUN | HUN | CAT | CAT | Punti | Pos. |
| ---- | -------- | ------ | ---------------- | --- | --- | --- | --- | --- | --- | --- | --- | --- | --- | ----- | ---- |
| 2016 | AKKA ASP | Pro    | Mercedes-AMG GT3 | 7   | 32  | 9   | 9   | 27  | 10  | 2   | 4   | 3   | 1   | 51    | 7º   |

### DTM
(legenda) (Le gare in grassetto indicano la pole position) (Gare in corsivo indicano Gpv)
| Anno | Team                       | Vettura              | 1   | 2   | 3   | 4   | 5   | 6   | 7   | 8   | 9   | 10  | 11  | 12  | 13  | 14  | 15  | 16  | 17  | 18  | Punti | Pos. |
| ---- | -------------------------- | -------------------- | --- | --- | --- | --- | --- | --- | --- | --- | --- | --- | --- | --- | --- | --- | --- | --- | --- | --- | ----- | ---- |
| 2016 | Mercedes-Benz DTM Team ART | Mercedes-AMG C63 DTM | HOC | HOC | SPL | SPL | LAU | LAU | NOR | NOR | ZAN | ZAN | MSC | MSC | NÜR | NÜR | HUN | HUN | HOC | HOC | 5     | 25º  |
| 2016 | Mercedes-Benz DTM Team ART | Mercedes-AMG C63 DTM |     |     |     |     |     |     |     |     |     |     | 10  | 20  | 12  | 18  | 8   | 11  | Rit | Rit | 5     | 25º  |

### Formula E
| Stagione | Squadra         | Vettura                  | 1       | 2     | 3      | 4      | 5       | 6     | 7       | 8     | 9      | 10     | 11     | 12    | 13  | Punti | Pos. |
| -------- | --------------- | ------------------------ | ------- | ----- | ------ | ------ | ------- | ----- | ------- | ----- | ------ | ------ | ------ | ----- | --- | ----- | ---- |
| 2016-17  | Mahindra Racing | Spark-Mahindra M3ELECTRO | HKG 15  | MAR 3 | BNA 18 | MEX 16 | MON 6   | PAR 4 | BER 1   | BER 2 | NYC 15 | NYC 2  | MTR 9  | MTR 2 |     | 127   | 3º   |
| 2017-18  | Mahindra Racing | Spark-Mahindra M4ELECTRO | HKG 14  | HKG 1 | MAR 1  | SAN 4  | MEX Rit | PDE 5 | ROM Rit | PAR 8 | BER 11 | ZUR 15 | NYC 14 | NYC 5 |     | 96    | 6º   |
| 2018-19  | Mahindra Racing | Spark-Mahindra M5ELECTRO | DIR Rit | MAR   | SAN    | MEX    | HKG     | SAY   | ROM     | PAR   | MON    | BER    | BRN    | NYC   | NYC | 0     | 25º  |

### Super Formula
(legenda) (Le gare in grassetto indicano la pole position) (Le gare in corsivo indicano Gpv)
| Anno | Team               | 1      | 2      | 3     | 4     | 5     | 6     | 7     | 8     | 9     | Punti | Pos. |
| ---- | ------------------ | ------ | ------ | ----- | ----- | ----- | ----- | ----- | ----- | ----- | ----- | ---- |
| 2017 | Sunoco Team LeMans | SUZ 11 | OKA 12 | OKA 4 | FUJ 2 | MOT 3 | AUT 2 | SUG 4 | SUZ C | SUZ C | 28.5  | 3º   |

### 24 Ore di Le Mans
| Anno | Classe | N° | Gomme | Vettura                       | Squadra               | Co-piloti                | Giri | Pos. Assol. | Pos. di Classe |
| ---- | ------ | -- | ----- | ----------------------------- | --------------------- | ------------------------ | ---- | ----------- | -------------- |
| 2017 | LMP2   | 21 | D     | Oreca 07 Gibson GK428 4.2L V8 | DragonSpeed – 10 Star | Henrik Hedman Ben Hanley | 343  | 14º         | 12º            |

### Campionato IMSA WeatherTech SportsCar
(legenda) (Le gare in grassetto indicano la pole position) (Gare in corsivo indicano Gpv)
| Anno | Squadra              | Classe | Vettura     | 1      | 2   | 3   | 4   | 5   | 6   | 7   | 8   | 9   | 10  | 11  | Punti | Pos. |
| ---- | -------------------- | ------ | ----------- | ------ | --- | --- | --- | --- | --- | --- | --- | --- | --- | --- | ----- | ---- |
| 2016 | Starworks Motorsport | PC     | Oreca FLM09 | DAY 7† | SEB | LBH | LGA | DET | WGL | MOS | LIM | ELK | COA | PET | 1     | 31º  |
| 2018 | Jackie Chan DCR JOTA | P      | Oreca 07    | DAY 11 | SEB | LBH | MDO | DET | WGL | MOS | ELK | LGA | PET |     | 20    | 55º  |

† Rosenqvist non ha completato giri sufficienti per ottenere punti pieni.

### 24 Ore di Daytona
| Anno | Classe | N° | Gomme | Vettura                       | Squadra              | Co-piloti                                   | Giri | Pos. Assol. | Pos. di Classe |
| ---- | ------ | -- | ----- | ----------------------------- | -------------------- | ------------------------------------------- | ---- | ----------- | -------------- |
| 2016 | PC     | 88 | C     | Oreca FLM09 Chevrolet 6.2L V8 | Starworks Motorsport | Mark Kvamme Sean Johnston Maro Engel        | 179  | DNF         | DNF            |
| 2018 | P      | 37 | C     | Oreca 07 Gibson GK428 4.2L V8 | Jackie Chan DCR JOTA | Robin Frijns Daniel Juncadella Lance Stroll | 777  | 15º         | 11º            |

### Super GT
| Anno | Team                     | Vettura      | Classe | 1     | 2     | 3   | 4     | 5     | 6      | 7     | 8     | Punti | Pos. |
| ---- | ------------------------ | ------------ | ------ | ----- | ----- | --- | ----- | ----- | ------ | ----- | ----- | ----- | ---- |
| 2018 | Lexus Team LeMans Wako's | Lexus LC 500 | GT500  | OKA 4 | FUJ 5 | SUZ | CHA 2 | FUJ 7 | SUG 11 | AUT 9 | MOT 6 | 41    | 10º  |